# Brion, Maine-et-Loire

Brion este o comună în departamentul Maine-et-Loire, Franța. În 2009 avea o populație de 1,107 de locuitori.